# Constantin Rădulescu-Motru

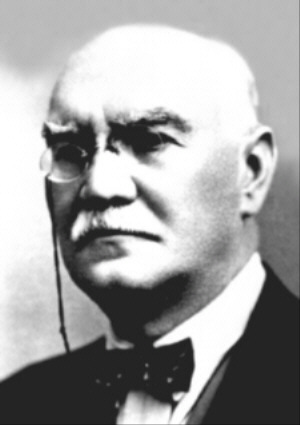
Constantin Rădulescu-Motru

Constantin Rădulescu-Motru (* 15. Februar 1868 in Butoiești, Kreis Mehedinți; † 6. März 1957 in Bukarest) war ein rumänischer Philosoph, Psychologe, Soziologe, Dramatiker, Autor und Politiker sowie Präsident der Rumänischen Akademie.

## Leben und Wirken
Constantin Rădulescu-Motru war der Sohn von Radu Poppescu und Judita Butoi, die bei der Geburt starb.
Nach dem Besuch des Colegiul Național Carol I in Craiova studierte er an der Universität Bukarest an den Fakultäten für Rechtswissenschaft und Literatur. Im Sommer 1889 bereiste er Deutschland, Österreich und die Schweiz. Anschließend studierte er in München und Leipzig. Er war Schüler von Carl Stumpf und arbeitete im Labor von Wilhelm Wundt. Sein Kommilitone Paul Mentz machte ihn 1893 mit dem Werk Nietzsches bekannt. Im selben Jahr promovierte sich Rădulescu-Motru bei Wundt in Leipzig mit der Arbeit Zur Entwicklung von Kant’s Theorie der Naturcausalität zum Doktor der Philosophie. Der politisch aktive Rădulescu-Motru übernahm im Jahr 1906 den Lehrstuhl für Philosophie an der Universität von Bukarest und 1918 die Leitung des Bukarester Nationaltheaters. Später war er in der Zeit von 1938 bis 1941 auch Präsident der Rumänischen Akademie.
Nach seinem Tod wurde Rădulescu-Motru auf dem Friedhof Cimitirul Bellu in Bukarest beigesetzt.

## Werke (Auswahl)
- F. W. Nietzsche,  Viața și filosofia, 1897
- Problemele psihologiei, 1898
- Psihologia martorului, 1906
- Psihologia industriașului, 1907
- Din psihologia revoluționarului, 1919
- Curs de psihologie, 1923
- Țărănismul. Un suflet și o politică, 1927
- Vocația, factor hotărâtor în cultura popoarelor, 1932
- Românismul. Catehismul unei noi spiritualităţi, 1936
- Psihologia poporului român, 1937
- Timp și destin, 1940
- Etnicul românesc, Comunitate de origine, limbă și destin, 1942
- Zeit und Schicksal (Veröffentlichungen des Deutschen Wissenschaftlichen Instituts in Bukarest. Übersetzungen 1), Jena & Leipzig, 1943